# Weruche Opia
Reanne Weruche Opia (Lagos, 11 aprile 1987) è un'attrice nigeriana naturalizzata britannica.

## Filmografia parziale

### Cinema
- ...When Love Happens, regia di Seyi Babatope (2014)
- The Bad Education Movie, regia di Elliot Hegarty (2015)
- When Love Happens Again, regia di Seyi Babatope (2016)
- Slumberland - Nel mondo dei sogni (Slumberland), regia di Francis Lawrence (2022)

### Televisione
- Top Boy - serie TV, 4 episodi (2013)
- Suspects - serie TV, 2 episodi (2014-2015)
- Just a Couple - miniserie TV, 4 episodi (2017)
- I May Destroy You - Trauma e rinascita (I May Destroy You) - serie TV, 12 episodi (2020)
- Sliced - serie TV, 9 episodi (2019-2021)
- Our House - serie TV, 4 episodi (2022)
- Bad Education - serie TV, 7 episodi (2014-2022)
- High Desert - serie TV, 8 episodi (2023)

## Doppiatrici Italiane
Nelle versioni in italiano delle opere in cui ha recitato, Weruche Opia è stata doppiata da:
- Eva Padoan in I May Destroy You - Trauma e Rinascita, High Desert, Genius: MLK/X
- Erica Necci in Slumberland - Nel mondo dei sogni